# Boud
Boud. Het verzameld leven van Boudewijn Büch (1948-2002) is de biografie van Boudewijn Büch van Eva Rovers uit 2016. 
In 2011 werd Rovers door de Werkgroep Biografie Boudewijn Büch, die bestond uit journalist Frits Barend, fotograaf Klaas Koppe en directeur van het Biografie Instituut Hans Renders, gevraagd een biografie te schrijven over Boudewijn Büch. Hiervoor kreeg zij van de erven van Büch toegang tot diens archieven. In 2014 verscheen het boek Rond de wereld in 160 eilanden, waarin Rovers eilandverhalen van Büch verzamelde. De auteur kreeg voor het schrijven van de biografie een stipendium van het Nederlands Letterenfonds en de Stichting Harten Fonds. Eind 2014 kreeg het biografieproject van Büch extra financiële ondersteuning dankzij crowdfunding. In juni 2016 maakte de schrijfster via Twitter bekend dat het schrijfproces was afgerond. Het boek met de titel Boud. Het verzameld leven van Boudewijn Büch is in november 2016 verschenen. in 2018 werd het boek genomineerd voor de Nederlandse Biografieprijs.

## Luxe uitgave
Van de uitgave verschenen 50 exemplaren, romeins genummerd en gesigneerd door de auteur, in luxe edities, gebonden door Philipp Janssen van Binderij Phoenix. Er bestaan in blauw heellinnen gebonden exemplaren, in halfleer gebonden exemplaren, en de meest luxe editie gebonden in een band met perkamenten rug en opgezette platten bekleed met blauwe zijde.